# Úplná relace
V matematice se binární relace R na množině X nazývá úplná, právě když pro každé a a b z množiny X platí, že a je v relaci s b, nebo b je v relaci s a.
Formálně zapsáno:
{\displaystyle \forall a,b\in X,\ aRb\lor bRa.}
Příkladem úplné relace je relace „být větší nebo rovno než“ na množině reálných čísel. Naopak relace „být větší než“ zde úplná není (je ireflexivní).